# Pavonia Terminal

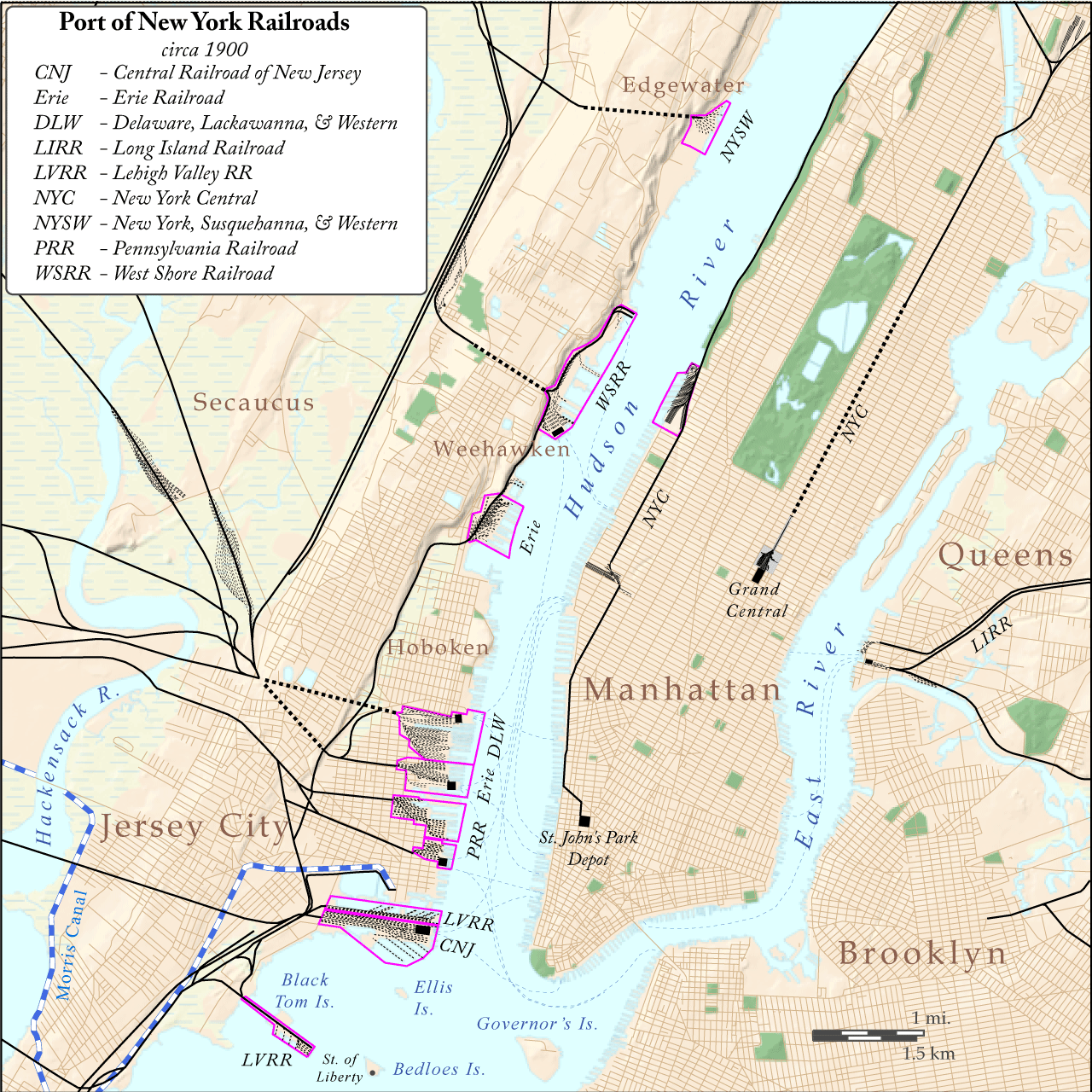
Pavonia Terminal med flera längs Hudson floden cirka 1900

Pavonia Terminal var Erie Railroads terminal vid Hudsonfloden. Terminalen låg på mark skapad av fyllnadsmassor i Harsimus Cove i Jersey City, New Jersey, USA. Den var i bruk mellan 1887 och 1958.

## Historia
Pavonia Terminal byggdes 1886 till 1889. På fasaden mot vattnet stod det New York, Lake Erie and Western Railroad, namnet på bolaget som byggt terminalbyggnaden. Pavonia Terminal kallades också Jersey City Terminal Station eller Erie Railroad Station. Terminalens riktiga namn är taget från 1600-talets europeiska bebyggelse Pavonia, New Netherland. Byggnaden har beskrivits som "en färgglad viktoriansk eklektisk 3-våningsterminal med 12 spår belägen vid slutet av Pavonia Avenue".[källa behövs] Förutom tåg och färjor gick även PATH och spårvagnar till Pavonia Terminal. Utöver Erie Railroad använde även New York, Susquehanna and Western Railway terminalen. 1959 flyttade Erie Railroad till Delaware, Lackawanna and Western Railroads terminal Hoboken Terminal i Hoboken och 1960 gick Delaware, Lackawanna and Western Railroad och Erie Railroad ihop för att bilda Erie Lackawanna Railway. New York, Susquehanna and Western använde Pavonia Terminal till 1959. 1961 revs terminalen.

## Trafik

### Järnvägar
Erie Railroads huvudlinje från Jersey City till Chicago via Binghamton och Youngstown. Erie Railroads hade även linjer till Buffalo, Akron och Cleveland. Northern Branch är en annan linje från Erie Railroad-eran som man fortfarande kör godståg på och kanske kan återupplivas som spårväg.

### Färjor
Pavonia-färjan började gå 1851 och gick samma rutt som "Budd's Ferry" hade gått sedan några årtionden. Den blev uppköpt av Erie Railroad och såldes senare till Pavonia Ferry Company of Jersey City för 9 050 dollar hos New York City Hall i februari 1854.

### Spårvagn
Många spårvägslinjer gick till Pavonia Terminal. Public Service Railway köpte upp och körde alla spårvägslinjerna efter några år.[när?]